# Luce Vigo
Pour les articles homonymes, voir Vigo.
Luce Vigo, née le 30 juin 1931 à Nice et morte le 12 février 2017 à Paris 19e, est une critique et programmatrice de cinéma.
Fille du réalisateur Jean Vigo, elle défendait l'œuvre de son père, qu'elle n'avait pas eu le temps de connaître.

## Biographie
Luce Vigo perd ses parents en bas âge ; elle est élevée par le journaliste Louis Martin-Chauffier et sa femme Simone, ainsi que par Claude Aveline, exécuteur testamentaire de son père, mort en 1934 alors qu'elle n'avait que 3 ans ; sa mère, Lydu Lozinska, née en 1906, meurt en 1939,.
Étudiante en psychologie, elle part au Maroc où elle commence à s'intéresser au cinéma. Elle a été critique de cinéma pour L'Humanité, Regards, Jeune Cinéma, et était responsable d'une salle de cinéma à Bobigny.
Elle est la principale animatrice du prix Jean-Vigo décerné chaque année à un réalisateur, et s'occupe également des Rencontres d’Épinay du court métrage.
Compagne d'Émile Breton, qui l'épouse en secondes noces, Luce Vigo a cinq enfants.
Elle meurt à Paris le 12 février 2017, à l'âge de 85 ans,.

## Publications
- Luce Vigo, Émile Breton (dir.), « Le groupe des Trente, un âge d’or du court métrage ? », Bref, n° 20, printemps 1994
- Luce Vigo et Catherine Shapira, Kirikou et la sorcière de Michel Ocelot, édition Les Enfants de cinéma, coll. « Carnets de notes sur... », 2000
- Luce Vigo, Jean Vigo : une vie engagée dans le cinéma, Cahiers du cinéma, 2002
- Luce Vigo, « Jean Vigo, cinéaste », Célébrations nationales, ministère de la Culture et de la Communication, 2005
- Luce Vigo, Agnès Varda et Véronique Godard, Détours, de Oaxaca à Tannay, Filigranes Éditions, 2010

### Presse
- Valérie Pons, « Luce Vigo, l'amour du cinéma », sur lindependant.fr, 19 juillet 2012 (consulté le 10 septembre 2020).